# 페트르 이라체크
페트르 이라체크(체코어: Petr Jiráček, 1986년 3월 2일, 체코슬로바키아 투호르지체 ~ )는 체코의 축구 선수로서, 포지션은 중앙 미드필더이다. 보통 박스-투-박스 미드필더 역할을 수행하며 조금 더 공격적인 역할을 맡기도 한다.

## 축구인 경력

### 선수 경력
그가 어린 시절 10살까지 유소년 교육을 받았던 바니크 소콜로프에서 프로 경력을 시작하여 2시즌을 소화한 후 빅토리아 플젠으로 이적하였다. 당시 감브리누스리가 우승 경력도 없는 중위권 팀이었던 플젠은 이라체크의 이적 이후 2009-10 시즌 팀 역사상 처음으로 컵대회에서 우승을 거머쥔 후 2010-11 시즌엔 리그 우승컵마저 따내며 2011-12 UEFA 챔피언스리그 출전권을 획득하였다. 플젠은 챔피언스리그에서 2차 예선 라운드에서 시작하여 조별 예선까지 진출하였으며 이라체크는 1경기를 제외한 모든 경기에 출전하여 AC 밀란과의 2-2 무승부 등 팀이 일으킨 이변에 기여하였다.
플젠에서 리그 100경기에 출전하여 11골을 기록하였고 2011년 12월 VfL 볼프스부르크로 이적하였다. 이적 후 첫 경기였던 프라이부르크와의 경기에서 데뷔골을 터뜨려 첫 경기부터 강렬한 인상을 심어주었다.

### 국가대표 경력
2011년 11월 스코틀랜드와의 경기에 출전하여 A매치 데뷔전을 치렀다. 유로 2012 예선 플레이오프 몬테네그로와의 경기에서 A매치 첫 골을 터뜨리며 팀이 유로 2012 본선에 진출하는 데 공헌하였다. 유로 2012 최종 명단에 포함된 이라체크는 대회에서 2골을 터뜨려 팀의 8강 진출에 기여하였으나 체코는 8강에서 포르투갈에 패하여 탈락하였다.

## 수상
빅토리아 플젠
- 2009-10 체코 컵 우승
- 2010-11 감브리누스리가 우승
- 2011년 체코 슈퍼컵 우승

개인
- UEFA 유로 2012 체코 vs 폴란드 조별리그 맨 오브 더 매치